# 東海学生弓道連盟
東海学生弓道連盟（とうかいがくせいきゅうどうれんめい）は愛知県、岐阜県、三重県、静岡県にある大学に所属する弓道部が、各大学につき1団体のみ加盟して組織する団体であり、全日本学生弓道連盟を他の学生弓道連盟と共催する地域組織の一である。連盟本部は委員長が所属する大学の弓道部内におかれている。
なお、以下に記載する大会等は、特に断りがない場合は一尺二寸（36cm）的による的中制近的競技である。

## 歴史
- 1957年 第1回東海学生弓道選手権大会開催。
- 1957年 第1回東海学生弓道秋季リーグ戦（男子）開催。
- 1958年 東海学生弓道連盟創設。
- 1962年 第1回女子個人戦開催。
- 1964年 第1回秋季女子選手権大会開催。
- 1964年 第1回東海学生弓道新人戦開催。
- 1967年 第1回東海学生弓道秋季リーグ戦（女子）開催。
- 1967年 第1回愛知県下学生弓道選手権大会開催。
- 1969年 第1回東海学生弓道女子個人大会開催。
- 1984年 第1回名古屋学生弓道選手権大会開催。
- 1990年 第1回東海学生弓道女子新人戦開催。

## 加盟校
正加盟、準加盟は全日本学生弓道連盟における扱い。

### 正加盟校
- 愛知県
  - 愛知大学
  - 愛知学院大学
  - 愛知教育大学
  - 愛知県立大学
  - 愛知工業大学
  - 愛知淑徳大学
  - 金城学院大学
  - 至学館大学
  - 椙山女学園大学
  - 大同大学
  - 中京大学
  - 中部大学
  - 名古屋大学
  - 名古屋経済大学
  - 名古屋工業大学
  - 名古屋商科大学
  - 名古屋女子大学
  - 名古屋市立大学
  - 南山大学
  - 日本福祉大学
  - 名城大学

- 岐阜県
  - 朝日大学
  - 岐阜大学
  - 岐阜薬科大学
  - 中京学院大学
  - 中部学院大学

- 三重県
  - 皇學館大学
  - 鈴鹿医療科学大学
  - 三重大学

- 静岡県
  - 静岡大学
  - 静岡理工科大学
  - 東海大学海洋学部
  - 常葉大学

### 準加盟校
- 愛知県
  - 名古屋外国語大学
  - 名古屋学芸大学

- 三重県

- 静岡県
  - 静岡県立大学

## 主な大会

### 東海学生弓道選手権大会
毎年5月に愛知県体育館特設弓道場にて行われる団体戦、個人戦である。
- 団体戦
  - 各大学3チームまで参加可能で、男子は1チーム6人、女子は1チーム3人で構成される。なお、1チーム目については4人以上で参加可能である。
  - 団体戦予選は1チーム各射士4射ずつ行い、総的中数上位16チームが決勝トーナメントに進出する。
  - 決勝トーナメントは1・2回戦は1チーム各射士4射ずつ、準決勝・3位決定戦・決勝は1チーム各射士8射ずつ行い、総的中数で勝敗を決する。

- 個人戦
  - 個人戦予選は各射士4射3中で決勝進出とする。必要的中が得られた場合、もしくは必要的中が得られないことが確定した場合は残りの射を行わずに退場する。
  - 団体戦予選参加者は、団体戦予選における成績を個人戦予選に適用する。
  - 決勝は射詰で行い、６射目以降は八寸（24cm）的を使用する。
  - 優勝決定以外の順位は遠近競射で行う。

### 愛知県下選手権
毎年5月、もしくは6月に名古屋市総合体育館弓道場にて行われる団体戦、個人戦である。参加資格は愛知県弓道連盟に所属する大学の弓道部員で、愛知県弓道連盟登録会員であること。
尚、この大会は東海学生弓道連盟の主催事業ではなく、正確には愛知県弓道連盟の実施事業に区分されている。
- 団体戦
  - 各大学2チームまで参加可能で、男子は1チーム5人、女子は1チーム4人で構成される。
  - 団体戦予選は1チーム各射士8射ずつ行い、総的中数上位8チームが決勝トーナメントに進出する。
  - 決勝トーナメントは1チーム各射士8射ずつ行い、総的中数で勝敗を決する。

- 個人戦
  - 個人戦予選参加者は団体戦出場者を含めて各大学男女20名ずつまでである。
  - 個人戦予選は男子は各射士4射3中、女子は4射2中で決勝進出とする。必要的中が得られた場合、もしくは必要的中が得られないことが確定した場合は残りの射を行わずに退場する。
  - 団体戦予選参加者は、団体戦予選における成績を個人戦予選に適用する。
  - 決勝は射詰で行い、6射目以降は八寸（24cm）的を使用する。
  - 優勝決定以外の順位は遠近競射で行う。

### 名古屋選手権
毎年4月に名古屋市総合体育館弓道場（日本ガイシスポーツプラザ弓道場）にて行われていた個人戦である。初段以下の部、弐段以上の部に分かれて男女混合で行われる。参加資格は名古屋弓道協会に所属する大学の弓道部員で、名古屋弓道協会会員であること。
2006年度の大会を最後とし、以降はナゴヤユニバーシティカップが同時期に実施されている。尚、この大会は東海学生弓道連盟の主催事業ではなく、正確には名古屋弓道協会の実施事業に区分されていた。
- 予選は初段以下の部は8射4中、弐段以上の部は8射5中で決勝進出とする。
- 決勝は射詰で行い、6射目以降は八寸（24cm）的を使用する。
- 優勝決定以外の順位は遠近競射で行う。

### ナゴヤユニバーシティカップ
2007年度から名古屋学生弓道選手権大会を引き継ぐ形で毎年4月に名古屋市総合体育館弓道場（日本ガイシスポーツプラザ弓道場）にて行われる団体戦、個人戦である。参加資格は名古屋弓道協会に所属する大学の弓道部員で、名古屋弓道協会会員であること。
- 団体戦
  - 各大学1チームが参加可能で、男女混合による5人で構成される。
  - 団体戦予選は採点制で、坐射による各射士1手2回（1団体計20射）の採点となり、採点上位8チームが決勝トーナメントに進出する。なお、8チーム目が同点の場合は的中上位チームが、さらに同的中数の場合は高得点射士を有するチームが、さらにそれでも勝敗が決しない場合は各射士1射による競射を行って勝敗を決する。
  - 決勝は各射士1手（1団体計10射）による的中制競射。

- 個人戦
  - 各大学男子5人以内、女子5人以内の参加が可能である。
  - 予選は一尺二寸（36cm）霞的、決勝は八寸（24cm）星的を使用する。
  - 個人戦予選は採点制で、坐射による各射士1手2回4射の採点となり、団体戦参加者をふくめた各部（男子の部、女子の部）採点上位10人が決勝に進出する。
  - 決勝は各射士2手2回8射による的中制競射。

### 東海学生弓道新人戦
毎年12月頃に名古屋市総合体育館弓道場（日本ガイシスポーツプラザ弓道場）にて行われる団体戦、個人戦である。参加資格は全日本学生弓道連盟及び東海学生弓道連盟に部員登録されて2年以内（ただし、休学によって2年を超過する者はこの限りではない）であること。従って、高校等からの弓道経験者であっても参加可能である。
- 団体戦
  - 各大学男子は2チーム、女子は3チームまで参加可能で、男子は1チーム5人、女子は1チーム3人で構成される。ただし、前記登録2年目の者は1チームに男子は3人まで、女子は2人までとする。
  - 団体戦予選は1チーム各射士4射ずつ行い、総的中数上位8チームが決勝トーナメントに進出する。
  - 決勝トーナメントは1チーム各射士8射ずつ行い、総的中数で勝敗を決する。

- 個人戦
  - 個人戦予選は各射士男子は4射3中、女子は4射2中で決勝進出とする。必要的中が得られた場合、もしくは必要的中が得られないことが確定した場合は残りの射を行わずに退場する。
  - 団体戦予選参加者は、団体戦予選における成績を個人戦予選に適用する。
  - 決勝は射詰で行い、6射目以降は八寸（24cm）的を使用する。
  - 優勝決定以外の順位は遠近競射で行う。

## 秋季リーグ戦
毎年8月から11月にかけて行われるリーグ戦である。
各部の入れ替えは、I部最上位大学を除く各部最上位大学と、V部最下位大学を除く各部最下位大学による入れ替え戦によって行われる。そこで勝利した大学が上位部に昇格し、敗北した大学が下位部に降格するシステムである。したがって、上位部最下位大学が勝利し、下位部最上位大学が敗北した場合は両大学とも残留となり、入れ替えは行われない。
- I部優勝大学は、全日本学生弓道王座決定戦の出場資格を得る。
- 的中率上位5大学（I部に限らない）は、全国大学弓道選抜大会の出場資格を得る。
- 個人成績上位2名（I部に限らない）は、東西学生弓道選抜対抗試合の出場資格を得る。

### 試合形式
- 試合は基本的に自大学弓道場、もしくは相手大学弓道場にて行うが、大学弓道場が確保出来ない場合は代替弓道場にて行う。
- 先攻、後攻は矢振り、甲矢（はや）と乙矢（おとや）を1本ずつ矢羽の方から矢筒に入れて振り、くじのように引くこと、によって決める。なお、甲矢（はや）が先攻、乙矢（おとや）が後攻である。
- 男子は1大学8人（4人2立）で160射、女子は1大学3人（3人1立）で60射し、合計的中数によって勝敗を決する。各射士は1立に2手（4本）、合計5立20射行う。
- 控えは男子4人、女子３人とするが、交代が認められるのは各チーム3立目以降に限られる。また、控えと交代した者はその試合では再度出場することが出来ない。
- 男子160射、女子60射終了時に両大学の合計的中数が同一の場合は各射士1手（2本）をもって競射し、勝敗を決する。なお、それでも勝敗が決しない場合は各射士1本をもって決着が付くまで競射する。その際、控えとの交代は認められない。

基本的に午前中から試合が始まるが、男子の場合は時として日が暮れるまで続けられることもある。時間に制限がないため、各大学独自のペースで進められるからである（第58回リーグ戦より1立15分の制限時間が設けられた）。また、相手大学が射を行う時は、自大学は弓道場から外へ出る。

#### 男子
試合は以下の様に先攻と後攻を入れ替えながら進められる。両大学で合計20立行われ、射印が付いている順番に射を行う。
|                 | 1  | 2  | 3  | 4  | 5  | 6  | 7  | 8  | 9  | 10 | 11 | 12 | 13 | 14 | 15 | 16 | 17 | 18 | 19 | 20 |
| --------------- | -- | -- | -- | -- | -- | -- | -- | -- | -- | -- | -- | -- | -- | -- | -- | -- | -- | -- | -- | -- |
| 先攻大学Aチーム | 射 |    |    |    |    | 射 |    |    | 射 |    |    |    |    | 射 |    |    | 射 |    |    |    |
| 先攻大学Bチーム |    |    | 射 |    |    |    |    | 射 |    |    | 射 |    |    |    |    | 射 |    |    | 射 |    |
| 後攻大学Aチーム |    | 射 |    |    | 射 |    |    |    |    | 射 |    |    | 射 |    |    |    |    | 射 |    |    |
| 後攻大学Bチーム |    |    |    | 射 |    |    | 射 |    |    |    |    | 射 |    |    | 射 |    |    |    |    | 射 |

#### 女子
男子とは違い、先攻と後攻の入れ替えは行われない。両大学で合計10立行われ、射印が付いている順番に射を行う。
|          | 1  | 2  | 3  | 4  | 5  | 6  | 7  | 8  | 9  | 10 |
| -------- | -- | -- | -- | -- | -- | -- | -- | -- | -- | -- |
| 先攻大学 | 射 |    | 射 |    | 射 |    | 射 |    | 射 |    |
| 後攻大学 |    | 射 |    | 射 |    | 射 |    | 射 |    | 射 |

### リーグ編成
（下記は第60回リーグ戦終了時点のもの）

#### 男子の部
| I部    | 愛知学院大学   | 岐阜大学         | 静岡大学         | 中部大学       | 名城大学     |
| II部   | 愛知工業大学   | 中京大学         | 名古屋大学       | 名古屋工業大学 | 三重大学     |
| III部  | 愛知教育大学   | 愛知淑徳大学     | 愛知大学         | 中部学院大学   | 日本福祉大学 |
| IV部-A | 皇學館大学     | 名古屋商科大学   | 名古屋市立大学   | 南山大学       |              |
| IV部-B | 静岡理工科大学 | 大同大学         | 常葉大学         | 岐阜薬科大学   |              |
| V部-A  | 静岡県立大学   | 鈴鹿医療科学大学 | 名古屋外国語大学 |                |              |
| V部-B  | 朝日大学       | 愛知県立大学     | 名古屋学芸大学   | 名古屋経済大学 |              |

#### 女子の部
| I部    | 愛知大学         | 愛知教育大学     | 皇學館大学     | 中京女子大学   | 三重大学       |
| II部   | 愛知淑徳大学     | 静岡大学         | 中部大学       | 名古屋大学     | 名古屋工業大学 |
| III部  | 愛知学院大学     | 岐阜大学         | 南山大学       | 日本福祉大学   | 名城大学       |
| IV部-A | 愛知県立大学     | 愛知工業大学     | 岐阜薬科大学   | 椙山女学園大学 | 中京大学       |
| IV部-B | 中部学院大学     | 名古屋商科大学   | 名古屋経済大学 | 名古屋市立大学 | 名古屋女子大学 |
| V部-A  | 金城学院大学     | 静岡県立大学     | 静岡理工科大学 | 中京学院大学   | 常葉学園大学   |
| V部-B  | 東海大学海洋学部 | 名古屋外国語大学 | 名古屋学芸大学 | 人間環境大学   |                |

## 備考
- 東海学生弓道連盟は直接関係していないが、同連盟に加盟している静岡県の大学などで毎年7月に静岡県下学生弓道選手権夏季大会、3月に静岡県下学生弓道選手権春季大会が行われている。